# The Republic (Columbus, Indiana)
The Republic est un quotidien américain publié à Columbus (Indiana) et appartenant à Home News Enterprises. Il couvre la ville de Columbus et plusieurs communes voisines des comtés de Bartholomew et Jennings.

## Histoire
En 1872, Isaac T. Brown fonde The Columbus Republican, un journal hebdomadaire qui connaît sa première parution le 4 avril,. Le 12 novembre 1877, le journal passe d'une publication hebdomadaire à une publication quotidienne sous le nom de Daily Evening Republican. Issac T. Brown est ensuite rejoint par son père Isaac M. Brown, en tant que rédacteur en chef. Issac T. Brown est l'unique propriétaire du journal jusqu'en 1916 où il est rejoint par son fils, Raymond Brown, qui assume l'entière propriété du journal à la mort de son père en 1917.
Le nom du journal devient The Republic le 3 janvier 1967.